# Robert Roosevelt

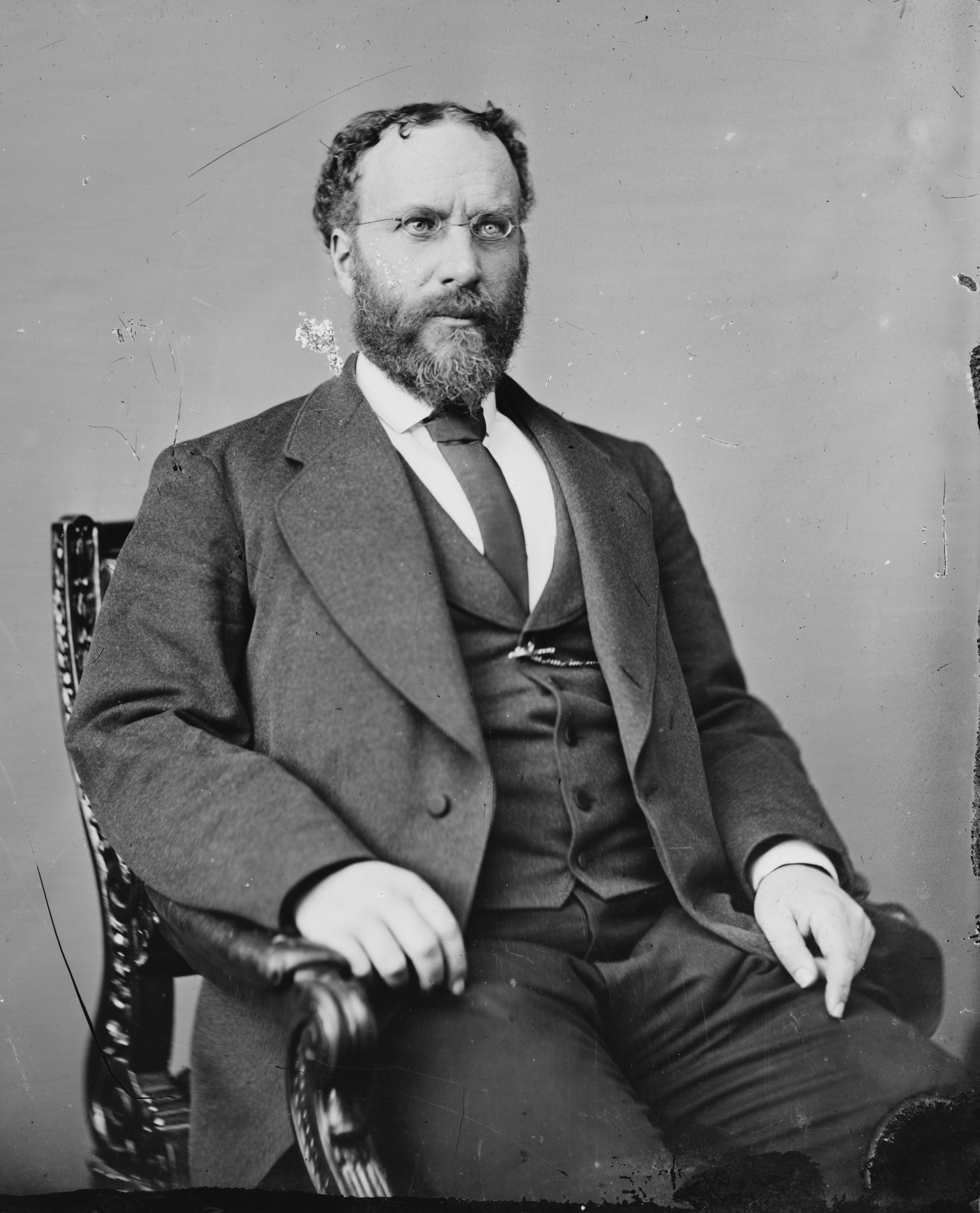
Robert Roosevelt

Robert Barnwell Roosevelt (* 7. August 1829 in New York City; † 14. Juni 1906 in Sayville, New York) war ein US-amerikanischer Jurist und Politiker. Zwischen 1871 und 1873 vertrat er den Bundesstaat New York im US-Repräsentantenhaus.

## Werdegang
Robert Barnwell Roosevelt genoss eine gute Schulbildung. Er studierte Jura und begann nach dem Erhalt seiner Zulassung als Anwalt 1850 in New York City zu praktizieren. Zwischen 1868 und 1888 war er Fish Commissioner von New York. Er arbeitete mehrere Jahre lang als Redakteur bei New York Citizen.
Politisch gehörte er der Demokratischen Partei an. Bei den Kongresswahlen des Jahres 1870 wurde er im vierten Wahlbezirk von New York in das US-Repräsentantenhaus in Washington, D.C. gewählt, wo er am 4. März 1871 die Nachfolge von John Fox antrat. Er schied nach dem 3. März 1873 aus dem Kongress aus.
Er vertrat von 1879 bis 1882 New York City als Trustee bei dem New York und Brooklyn Bridge Projekt. Präsident Grover Cleveland ernannte ihn 1888 als Nachfolger von Isaac Bell zum Gesandten in den Niederlanden – eine Stellung, die er bis 1890 innehatte. 1892 war er Kämmerer (treasurer) des Democratic National Committee. Darüber hinaus saß er im Board of Aldermen von New York City. Er verstarb am 14. Juni 1906 in Sayville und wurde dann auf dem Green-Wood Cemetery in Brooklyn beigesetzt.

## Werke
Roosevelt war ein bekannter Schriftsteller. Gelegentlich schrieb er auch unter dem Pseudonym Barnwell oder Ira Zell. Er verfasste unter anderen folgende Werke:
- Superior Fishing; or The Striped Bass, Trout, Black Bass and Bluefish of the Northern States.
- Game Fish of the Northern States and British Provinces.
- Game Birds of the North (1866)
- Superior Fishing (1866)
- Florida and the Game Water Birds (1868)
- Five Acres Too Much, a satire provoked by Edmund Morris's Ten Acres Enough (1869)
- Progressive Petticoats, a satire on female physicians (1871)

Er gab „Political Works of Charles G. Halpine“ heraus, das dessen Biographie umfasst (1869).
Theodore Roosevelt schrieb in seiner Biographie die erste Veröffentlichung der „Br'er Rabbit“-Geschichten seinem Onkel Robert Roosevelt zu, die dieser im Harper's veröffentlicht habe, wo sie jedoch keinen Erfolg gehabt hätten. Das wäre viele Jahre vorher geschehen, bevor Joel Chandler Harris die Geschichten 1879 im Atlanta Journal veröffentlichte.

## Familie
Robert Barnwell Roosevelt war der Sohn von Margaret Barnhill (1799–1861) und Cornelius Roosevelt (1794–1871). Sein Onkel war der Kongressabgeordnete James I. Roosevelt. Er war der Bruder von Theodore Roosevelt senior, Onkel des Präsidenten Theodore Roosevelt und Großonkel von Eleanor Roosevelt.
Roosevelt war der Vater von vielen Kindern. Einige Kinder entstammen seiner Ehe und die anderen seiner Beziehung mit seiner langzeit Mätresse. Nach dem Tod seiner ersten Ehefrau heiratete er seine Mätresse. Die Nachkommen seiner zweiten Ehefrau hat er als seine Stiefsöhne anerkannt.
Mit seiner ersten Ehefrau Elizabeth Ellis Roosevelt hatte er drei gemeinsame Kinder: Margaret Barnhill Roosevelt, John Ellis Roosevelt und Robert Roosevelt junior. Er erwarb 1873 das Meadowcroft-Anwesen in Sayville (New York), das später sein Sohn zum John Ellis Roosevelt Estate ausbaute. Es wurde 1987 in das National Register of Historic Places aufgenommen.
- John Ellis Roosevelt heiratete 1879 Nanne Mitchell Vance, Tochter von Hon. Samuel B. H. Vance, in der kurz zuvor erbauten St. Nicholas Collegiate Reformed Protestant Dutch Church an der Fifth-Avenue and Forty-Eighth Street in New York City. Vance war als Mitglied der Republikanischen Partei aktiv in der Politik von New York tätig, ein Unternehmer und im Dezember 1874 kommissarischer Bürgermeister von New York City.[8]

Mit seiner zweiten Ehefrau Minnie O’Shea Fortescue hatte er drei gemeinsame Kinder, die vor der Ehe zu Welt kamen: Kenyon, Granville und Maude.
- Kenyon Fortescue verfolgte eine Laufbahn als Staatsanwalt.
- Bürgermeister Granville Roland „Rolly“ Fortescue heiratete Grace Hubbard Bell, die 1932 wegen Mordes angeklagt wurde („Massie Affair“).